# هاینریش مولر (الهی‌دان)
هاینریش مولر (آلمانی: Heinrich Müller؛ ‏ ۱۸ اکتبر ۱۶۳۱ – ۲۳ سپتامبر ۱۶۷۵) کاهن لوتریان، متخصص الهیات، نویسنده سرودهای روحانی پروتستانی و استاد دانشگاه روستوک اهل آلمان بود. وی دانش‌آموختهٔ دانشگاه گرایفسوالت بود و مشهور است که حوضچه تعمید، منبر وعظ، آیین توبه و محراب را به عنوان «چهار بُت ابلهانهٔ کلیسای لوتری» محکوم کرد.
یوهان سباستیان باخ از تحسین‌کنندگان هاینریش مولر بود و از سروده‌های او در متن اثر مشهورش انجیل به روایت متی استفاده کرد.